# Imagination (band)
Imagination was een disco-groep die vooral in de vroege jaren 80 populair was. De groep bestond uit Lee John, Ashley Ingram en Errol Kennedy. Ze maakten soul- en dancemuziek. Alle drie de leden waren afkomstig uit Groot-Brittannië. Ze hebben tussen 1981 en 1983 wereldwijd 4 platina, 9 gouden en 12 zilveren platen behaald. In 1992 ging de groep uit elkaar.

## Leden
- Leee John (Hackney (Londen), 23 juni 1957) werd geboren als John Lesley McGregor. Hij ging naar school in New York en deed daarna een drama-opleiding aan de Anna Scher theaterschool in Islington. Hij werkte als achtergrondzanger bij The Delfonics, Chairmen of the Board, The Velvelettes en The Elgins.
- Ashley Ingram (Northampton, 27 november 1960) was de gitarist/bassist. John en Ingram schreven samen muziek, allereerst in een band genaamd Fizz. Toen ze auditie deden voor een andere band, Midnight Express, ontmoetten ze het derde lid, Kennedy.
- Errol Kennedy (Montego Bay (Jamaica), 9 juni 1953) was de  drummer. Hij leerde drummen in de Boys' Brigade en het Air Training Corps.

## Discografie

### Albums
| Album met eventuele hitnotering(en) in de Nederlandse Album Top 100 | Datum van verschijnen | Datum van binnenkomst | Hoogste positie | Aantal weken | Opmerkingen                                    |
| ------------------------------------------------------------------- | --------------------- | --------------------- | --------------- | ------------ | ---------------------------------------------- |
| Body talk                                                           | 1981                  | -                     |                 |              |                                                |
| In the heat of the night                                            | 1982                  | 25-09-1982            | 9               | 11           |                                                |
| Night dubbin'                                                       | 1983                  | 21-05-1983            | 27              | 9            |                                                |
| Scandalous                                                          | 1983                  | 12-11-1983            | 17              | 11           | Titel voor de Amerikaanse markt: New dimension |
| The best of Imagination                                             | 1985                  | 14-09-1985            | 34              | 8            | Verzamelalbum                                  |
| Trilogy                                                             | 1986                  | -                     |                 |              |                                                |
| Closer                                                              | 1987                  | 27-02-1988            | 61              | 4            |                                                |
| Imagination - All the hits                                          | 1989                  | -                     |                 |              | Verzamelalbum                                  |
| Fascination of the physical                                         | 1992                  | -                     |                 |              |                                                |
| Double gold                                                         | 1999                  | 03-07-1999            | 69              | 3            | Verzamelalbum                                  |

### Singles
| Single met eventuele hitnotering(en) in de Nederlandse Top 40 | Datum van verschijnen | Datum van binnenkomst | Hoogste positie | Aantal weken | Opmerkingen |
| ------------------------------------------------------------- | --------------------- | --------------------- | --------------- | ------------ | ----------- |
| Body talk                                                     | 1981                  | 04-07-1981            | 11              | 8            |             |
| In and out of love                                            | 1981                  | -                     |                 |              |             |
| Flashback                                                     | 1981                  | -                     |                 |              |             |
| Just an illusion                                              | 1982                  | 24-04-1982            | 8               | 8            |             |
| Music and lights                                              | 1982                  | 10-07-1982            | 12              | 7            |             |
| In the heat of the night                                      | 1982                  | 09-10-1982            | 14              | 6            |             |
| Burnin' up                                                    | 1982                  | -                     |                 |              |             |
| Changes                                                       | 1982                  | 08-01-1983            | 23              | 4            |             |
| Looking at midnight                                           | 1983                  | 30-07-1983            | tip5            | -            |             |
| New dimension                                                 | 1983                  | 12-11-1983            | 12              | 7            |             |
| State of love                                                 | 1984                  | -                     |                 |              |             |
| Shoo be doo da dabba doobee                                   | 1984                  | 28-01-1984            | tip14           | -            |             |
| Thank you my love                                             | 1984                  | -                     |                 |              |             |
| Found my girl                                                 | 1985                  | -                     |                 |              |             |
| Last days of summer                                           | 1985                  | -                     |                 |              |             |
| Sunshine                                                      | 1986                  | 16-08-1986            | tip5            | -            |             |
| The last time                                                 | 1987                  | -                     |                 |              |             |
| I know what love is                                           | 1987                  | -                     |                 |              |             |
| Instinctual                                                   | 1988                  | 06-02-1988            | tip8            | -            |             |
| Hold me in your arms                                          | 1988                  | -                     |                 |              |             |
| Love's taking over                                            | 1989                  | -                     |                 |              |             |
| Megamix                                                       | 1989                  | -                     |                 |              |             |
| I like it                                                     | 1991                  | -                     |                 |              |             |
| Call on me                                                    | 1992                  | -                     |                 |              |             |

### NPO Radio 2 Top 2000
| Nummers met noteringen in de NPO Radio 2 Top 2000 | '99  | '00  |
| ------------------------------------------------- | ---- | ---- |
| Body Talk                                         | -    | 1959 |
| Just an Illusion                                  | 1490 | -    |

1. ↑  Een '-' betekent dat het nummer niet was genoteerd en een vetgedrukt getal geeft de hoogste notering van een nummer aan.
2. ↑  Deze tabel is bijgewerkt tot en met de laatste editie (2024).